# Achias lachlani
Achias lachlani är en tvåvingeart som beskrevs av Mcalpine 1994. Achias lachlani ingår i släktet Achias och familjen bredmunsflugor. Inga underarter finns listade i Catalogue of Life.